# 1843 en musique
| \| • Retour à la chronologie générale de la musique populaire • \| |
| XXIe siècle • XXe siècle • XIXe siècle • XVIIIe siècle XVIIe siècle • XVIe siècle • XVe siècle • XIVe siècle XIIIe siècle • XIIe siècle • XIe siècle • Xe siècle IXe siècle • VIIIe siècle • Haut Moyen Âge • Rome • Grèce |
| • Retour à la chronologie générale de la musique populaire • |

| • Retour à la chronologie générale de la musique populaire • |

| Années de la musique populaire : 1840 - 1841 - 1842 - 1843 - 1844 - 1845 - 1846    |
| Décennies de la musique populaire : 1810 - 1820 - 1830 - 1840 - 1850 - 1860 - 1870 |

## Événements et œuvres
- 17 janvier : paroles de la romance traditionnelle populaire tzigane russe Les Yeux noirs du poète Yevhen Hrebinka, publiées dans la gazette littéraire Literatournaïa gazeta.

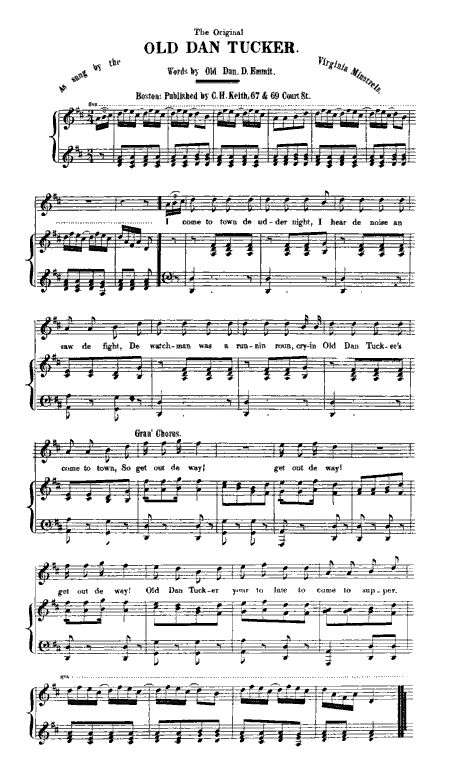
Old Dan Tucker

- Old Dan Tucker, chanson populaire américaine, sur des paroles de l'auteur-compositeur et interprète Dan Emmett.

## Publications
- Théophile Marion Dumersan et Noël Ségur, Chants et chansons populaires de la France, Paris, H. L. Delloye, 3 vol.[1], avec la première publication de Au clair de la lune.
- août à octobre : parution à Paris de l'L'Écho lyrique, journal consacré aux goguettes.
- Les chansonniers Charles Gille et Charles Regnard fondent à Paris La chanson de nos jours, publication mi-livre, mi-revue qui paraît jusqu'en 1844.
- L'écho des chansonniers français, contenant un choix des meilleures chansons philosophiques, bachiques et grivoises, Paris, B. Renaud, 110 p.[2].

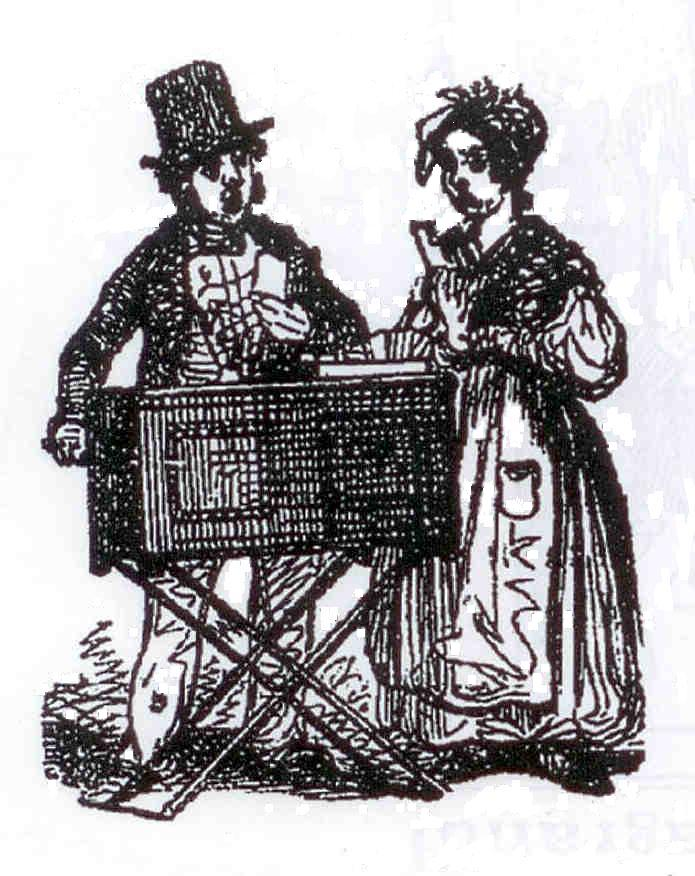
Un orgue de barbarie et deux chanteurs des rues de Paris, gravure dans L'écho des chansonniers français

## Naissances
- 24 janvier : Evald Tang Kristensen, folkloriste danois († 8 avril 1929).
- 5 mars : Émile Duhem, artiste de café-concert, auteur et compositeur français de chansons († 26 avril 1918).

## Décès
- 21 décembre : Edward Bunting, musicien et collecteur irlandais de musique irlandaise traditionnelle pour harpe celtique (° 1773).